# 피에로 페라리
피에로 페라리(이탈리아어: Piero Ferrari, 1945년 5월 22일 ~ )는 이탈리아의 사업가다. 엔초 페라리의 둘째 아들로, 페라리의 10.48% 소유주이며 부회장이다. 페레티 그룹의 13.2%를 소유하고 있다. 2024년 11월 기준으로 그의 순자산은 98억 달러로 추산된다.